# پی‌یر روبرتو
پی‌یر ال روبرتو (متولد ۲۶ ژوئن 1937) ژنتیک‌شناس رفتاری فرانسوی است.
روبرتو از سال ۱۹۸۱ تا ۱۹۸۳ استاد روانشناسی در دانشگاه دکارت پاریس بود و پس از آن در آنجا استاد ژنتیک شد. در سال ۱۹۹۵، او استاد ژنتیک در دانشگاه اورلئان شد. در سال ۲۰۰۵، وی استاد ممتاز دانشگاه مدیترانه شد و کار در INSERM U910، آزمایشگاه ژنتیک پزشکی در مارسی را آغاز کرد.